# Luis Fernández Noseret
Luis Fernández Noseret, actif à Madrid entre 1793 et 1829, est un graveur sur cuivre espagnol.

## Biographie
On a très peu d'informations sur Luis Fernández Noseret.
Il étudie à l'Académie royale des Beaux-Arts de San Fernando de Madrid, où il est un disciple de Manuel Salvador Carmona. Il grave sous sa houlette plusieurs estampes dont Sagrada Familia d'après une gravure d'Edelinck[Lequel ?], elle-même d'après un tableau de Raphaël,.
Fernández Noseret participe aux collections d'estampes publiées à la fin du XVIIIe siècle dans le cadre de la politique des Lumières appelée Artillería volante, avec la Compañía para el grabado de los cuadros del rey de España et les Retratos de Españoles Ilustres (Madrid : Calcografía Nacional, 1791), d'après des dessins de José López Enguídanos.

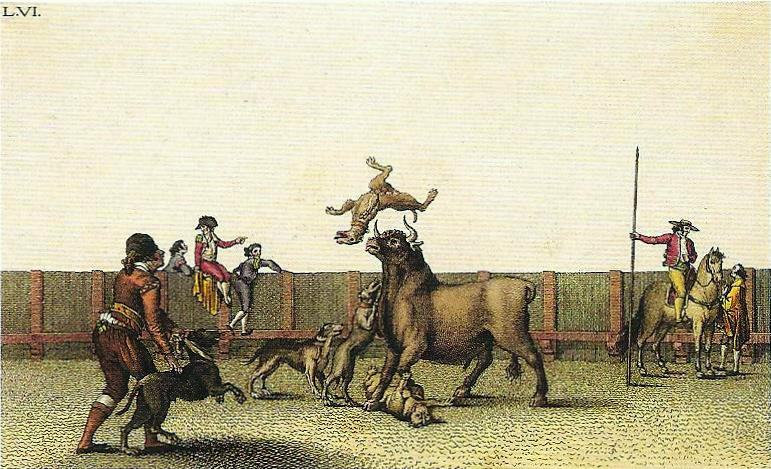
Estampe de la Colección de las principales suertes de una corrida de toros, eau-forte coloriée (1795).

Il grave aussi des plaques pour des estampes dévotionnelles, des portraits et, en 1795, il publie la Colección de las principales suertes de una corrida de toros, reproduisant la série du même nom gravée cinq ans plus tôt par Antonio Carnicero Mancio,.
Bien que Jesusa Vega affirme qu'on n'a plus de nouvelles de lui après les dévotions qu'il présente à l'Académie en 1819, Juan Carrete Parrondo affirme que Luis Fernández Noseret est actif à Madrid entre 1793 et 1829. En effet, il réalise le Retrato de Isabel de Braganza (portrait d'Isabel de Braganza) pour la Guía de Forasteros (Guide des Étrangers) et grave les illustrations pour Meditaciones sobre los atributos divinos para todos los días del año, de Teodoro de Almeida (es) (Madrid : Imprenta de Repullés, 1829).

## Œuvre
- Séries pour la Artillería volante (1795)

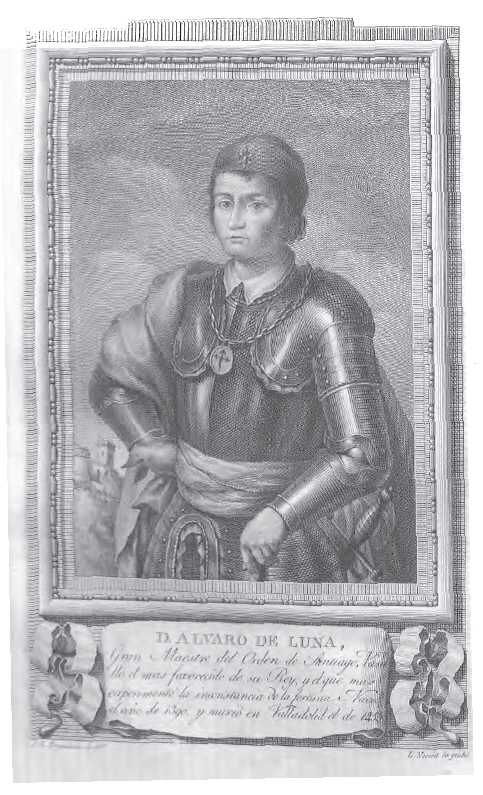
Retrato de Álvaro de Luna, d'après un dessin de José López Enguídanos.

  - Compañía para el grabado de los cuadros del rey de España (notamment Santa Cecilia, d'après un dessin de León Bueno, lui-même d'après un tableau de Guido Reni, 1795)
  - Retratos de Españoles Ilustres (notamment Retrato de Juan Sebastián Elcano[5] et Retrato de Álvaro de Luna[6], d'après des dessins de José López Enguídanos)
- Estampes de dévotion
  - Sagrada familia (1795)
  - San Francisco de Paula, San Francisco Javier, San Nicolás de Bari Arzobispo de Mira, San Serapio et Purísima Concepción, d'après des dessins d'Antonio Guerrero (es)
  - El patriarca san José, d'après un dessin de José Juan Camarón y Meliá, lui-même d'après un tableau d'Alfonso Cano
  - Retrato de Francisco de los Santos, d'après un tableau de Claudio Coello
- Colección de las principales suertes de una corrida de toros (1795)
- Guía de Forasteros : Retrato de Isabel de Braganza (1827)
- Meditaciones sobre los atributos divinos para todos los días del año (1829)